# Шахматы на Универсиадах
Шахматы присутствовали в программе только летних Универсиад 2011 и 2013 годов как дополнительный вид спорта (англ. optional sport). В соревнованиях участвовали мужские, женские и смешанные команды.

## Результаты

### Общий медальный зачёт
| Место | Страна    | Золото | Серебро | Бронза | Всего |
| ----- | --------- | ------ | ------- | ------ | ----- |
| 1     | Китай     | 5      | 2       | 4      | 11    |
| 2     | Филиппины | 1      | 0       | 0      | 1     |
| 3     | Армения   | 0      | 1       | 0      | 1     |
| 3     | Монголия  | 0      | 1       | 0      | 1     |
| 3     | Россия    | 0      | 1       | 0      | 1     |
| 3     | Украина   | 0      | 1       | 0      | 1     |
| 7     | Грузия    | 0      | 0       | 1      | 1     |
| 7     | Польша    | 0      | 0       | 1      | 1     |
| Всего | Всего     | 6      | 6       | 6      | 18    |

### Мужчины
| Год  | Золото    | Серебро | Бронза |
| ---- | --------- | ------- | ------ |
| 2011 | Китай     | Китай   | Китай  |
| 2013 | Филиппины | Армения | Китай  |

### Женщины
| Год  | Золото | Серебро  | Бронза |
| ---- | ------ | -------- | ------ |
| 2011 | Китай  | Монголия | Китай  |
| 2013 | Китай  | Китай    | Китай  |

### Смешанные команды
| Год  | Золото | Серебро | Бронза |
| ---- | ------ | ------- | ------ |
| 2011 | Китай  | Украина | Грузия |
| 2013 | Китай  | Россия  | Польша |